# Јужносудански демократски покрет
Јужносудански демократски покрет (енгл. South Sudan Democratic Movement) је политичка и милитантна организација коју је основао Џорџ Атор, некадашњи генерал у НПОС-у, 2010. године. Покрет је основан као опозиција постојећим властима Јужног Судана. Припадници народа Мурле у значајном броју учествују у операцијама Јужносуданског демократског покрета, а нарочито у тренутним сукобима на простору Горњег Нила и Џонглеја. Вођа покрета Џорџ Атор убијен је у пограничном окршају 19. децембра 2011. године, па даља судбина ове организације није позната.